# 伊·梅德·維拉萬
伊·梅德·維拉萬（英語：I Made Wirawan，1981年12月1日—）是一名印尼足球運動員，目前效力於印尼超級聯賽的萬隆，位置守門員。 

## 個人生活
維拉萬已婚，並育有一子。他也是印度教教徒。

## 國家隊生涯
2011年10月7日，他在印尼和沙烏地阿拉伯的友誼賽上完成國家隊首次登場。

### 國家隊成績
| 印尼國家隊 | 印尼國家隊 | 印尼國家隊 |
| 年份       | 出賽       | 進球       |
| ---------- | ---------- | ---------- |
| 2011       | 1          | 0          |
| 2012       | 0          | 0          |
| 2013       | 5          | 0          |
| 2014       | 3          | 0          |
| 2015       | 2          | 0          |
| 總計       | 11         | 0          |

## 榮譽
萬隆
冠軍
- 印尼超級聯賽：2014

## 外部連結
- Soccerway資料庫：I Made Wirawan